# Farleton, Lancashire
Farleton är en by i civil parish Hornby-with-Farleton, i distriktet Lancaster, i grevskapet Lancashire, i England. Byn är belägen 11 km från Lancaster. Farleton var en civil parish 1866–1887 när blev den en del av Hornby with Farleton. Civil parish hade 122 invånare år 1881. Byn nämndes i Domedagsboken (Domesday Book) år 1086, och kallades då Fareltun.